# محوطه دریلان جوز
محوطه دریلان جوز در شهرستان الیگودرز، روستای دریلان جوز واقع شده و این اثر در تاریخ ۵ آذر ۱۳۸۰ با شمارهٔ ثبت ۴۳۶۰ به‌عنوان یکی از آثار ملی ایران به ثبت رسیده است.